# Lijst van rivieren in Georgia
Dit is een lijst met rivieren in Georgia.
- Alapaha River
- Alapahoochee River
- Alcovy River
- Altamaha River
- Apalachee River
- Aucilla River
- Bear River
- Belfast River
- Big Satilla River
- Brier River
- Broad River
- Broro River
- Brunswick River
- Buffalo River
- Bull River
- Canoochee River
- Chattahoochee River
- Chattooga River, de noord oost grens met South Carolina
- Chattooga River, in noordwest Georgia
- Chestatee River
- Conasauga River
- Coosa River
- Coosawattee River
- Crescent River
- Crooked River
- Cumberland River
- Darien River
- Dog River
- Duplin River
- Ellijay River
- Etowah River
- Flint River
- Frederica River
- Gum Swamp River
- Halfmoon River
- Herb River
- Hiwassee River
- Ichawaynochaway Creek
- Jack's River
- Jerico River
- Kinchatoonee River
- Laurel View River
- Little Ochlockonee River
- Little Ohoopee River
- Little River (zijrivier van Etowah River)
- Little River (zijrivier van Savannah River)
- Little River (zijrivier van Withlacoochee River)
- Little Tennessee River
- Mackay River
- Medway River
- Mud River
- Mulberry River
- New River (zijrivier van Chattahoochee River )
- New River (zijrivier van Withlacoochee River )
- North Newport River
- North River
- North Oconee River
- Ochlockonee River
- Ocmulgee River
- Oconee River
- Odingsell River
- Ogeechee River
- Ohoopee River
- Oostanaula River
- Patulla River
- St. Marys River
- Sapelo River
- Satilla River
- Savannah River
- Shad River
- Skidaway River
- South Newport River
- South River
- Soque River
- Spring River
- River Styx
- Suwannee
- Suwannoochee River
- Tallapoosa River
- Tallulah River
- Tivoli River
- Toccoa River
- Tugaloo River
- Turtle River
- Vernon River
- Willacoochee River
- Wilmington River
- Withlacoochee (Suwannee)
- Yellow River

Alabama · Alaska · Arizona · Arkansas ·  Californië · Colorado · Connecticut · Delaware · Florida · Georgia · Hawaï · Idaho ·  Illinois · Indiana · Iowa · Kansas · Kentucky · Louisiana · Maine · Maryland · Massachusetts · Michigan · Minnesota · Mississippi · Missouri · Montana · Nebraska · Nevada · New Hampshire · New Jersey · New Mexico · New York ·  North Carolina · North Dakota · Ohio · Oklahoma · Oregon · Pennsylvania · Rhode Island · South Carolina · South Dakota · Tennessee · Texas · Utah · Vermont · Virginia · Washington (staat) · Washington D.C. · West Virginia · Wisconsin · Wyoming